# Скрун-Лейк (Нью-Йорк)
Скрун-Лейк (англ. Schroon Lake) — переписна місцевість (CDP) в США, в окрузі Ессекс штату Нью-Йорк. Населення — 921 особа (2020).

## Географія
Скрун-Лейк розташований за координатами 43°50′6″ пн. ш. 73°46′1″ зх. д. / 43.83500° пн. ш. 73.76694° зх. д. (43.835063, -73.766919).  За даними Бюро перепису населення США в 2010 році переписна місцевість мала площу 9,54 км², з яких 7,48 км² — суходіл та 2,07 км² — водойми.

## Демографія
Згідно з переписом 2010 року, у переписній місцевості мешкали 833 особи в 392 домогосподарствах у складі 219 родин. Густота населення становила 87 осіб/км².  Було 834 помешкання (87/км²).
Расовий склад населення:
| - 96,4 % — білих - 0,6 % — корінних американців - 0,5 % — чорних або афроамериканців - 0,4 % — азіатів |

До двох чи більше рас належало 1,9 %. Частка іспаномовних становила 1,2 % від усіх жителів.
За віковим діапазоном населення розподілялося таким чином: 17,9 % — особи молодші 18 років, 59,3 % — особи у віці 18—64 років, 22,8 % — особи у віці 65 років та старші. Медіана віку мешканця становила 47,9 року. На 100 осіб жіночої статі у переписній місцевості припадало 86,8 чоловіків;  на 100 жінок у віці від 18 років та старших — 87,9 чоловіків також старших 18 років.
Середній дохід на одне домашнє господарство  становив 70 658 доларів США (медіана — 53 750), а середній дохід на одну сім'ю — 98 652 долари (медіана — 71 406). За межею бідності перебувало 4,0 % осіб, у тому числі 0,0 % дітей у віці до 18 років та 0,0 % осіб у віці 65 років та старших.
Цивільне працевлаштоване населення становило 211 осіб. Основні галузі зайнятості: освіта, охорона здоров'я та соціальна допомога — 24,2 %, мистецтво, розваги та відпочинок — 17,5 %, роздрібна торгівля — 9,5 %, будівництво — 9,0 %.